# Montpeyroux, Dordogne
Montpeyroux är en kommun i departementet Dordogne i regionen Nouvelle-Aquitaine i sydvästra Frankrike. Kommunen ligger i kantonen Villefranche-de-Lonchat som tillhör arrondissementet Bergerac. År 2022 hade Montpeyroux 502 invånare.

## Befolkningsutveckling
Antalet invånare i kommunen Montpeyroux
Referens:INSEE